# General Saavedra
General Saavedra (auch einfach nur Saavedra) ist eine Landstadt im Departamento Santa Cruz im Tiefland des südamerikanischen Anden-Staates Bolivien.

## Lage im Nahraum
General Saavedra ist zentraler Ort des Municipios General Saavedra und liegt in der Provinz Obispo Santistevan auf einer Höhe von 279 m im Feuchtgebiet zwischen den Flüssen Río Piraí und Río Grande. Das Municipio General Saavedra mit etwa 17.000 Einwohnern ist Kolonisationsgebiet und wird intensiv landwirtschaftlich genutzt.

## Geographie
General Saavedra liegt im randtropischen Feuchtklima. Die Region war vor der Kolonisierung von tropischem Feuchtwald bedeckt, ist heute aber größtenteils Kulturland.
Die mittlere Durchschnittstemperatur der Region liegt bei knapp 24 °C (siehe Klimadiagramm Warnes), die Monatswerte schwanken zwischen 20 °C im Juni/Juli und 26 °C von November bis Februar. Der Jahresniederschlag beträgt etwa 1300 mm, die Monatsniederschläge sind ergiebig und liegen zwischen 35 mm im August und 200 mm im Januar.

## Verkehrsnetz
General Saavedra liegt in einer Entfernung von 72 Straßenkilometern nördlich von Santa Cruz, der Hauptstadt des Departamentos.
Vom Zentrum von Santa Cruz führt die asphaltierte Nationalstraße Ruta 4 über 57 Kilometer in nördlicher Richtung bis Montero, von dort führt eine regionale Landstraße in nordöstlicher Richtung über fünfzehn Kilometer nach General Saavedra und weiter nach Mineros, Fernández Alonso und Hardeman.

## Bevölkerung
Die Einwohnerzahl der Ortschaft ist in den vergangenen beiden Jahrzehnten um knapp zwei Drittel angestiegen:
| Jahr | Einwohner | Quelle       |
| ---- | --------- | ------------ |
| 1992 | 2918      | Volkszählung |
| 2001 | 3663      | Volkszählung |
| 2012 | 4611      | Volkszählung |
| 2024 |           | Volkszählung |

Aufgrund der seit den 1960er Jahren durch die Politik geförderten Zuwanderung indigener Bevölkerung aus dem Altiplano weist die Region einen nicht unerheblichen Anteil an Quechua-Bevölkerung auf, im Municipio General Saavedra sprechen 30,6 Prozent der Bevölkerung Quechua.